# 아이오딘화물
아이오딘화물 또는 요오드화물(Iodide)은 이온 I−이다. 산화수 -1의 아이오딘 화합물들을 아이오딘화물로 부른다. 일상에서 아이오딘화물은 요오드첨가식염의 한 성분으로 대개 마주친다. 전 세계적으로 아이오딘 결핍증은 20억 명의 사람들에게 영향을 주며 지적 장애의 예방 가능한, 주도적인 병인이다.